# Daunische Stele

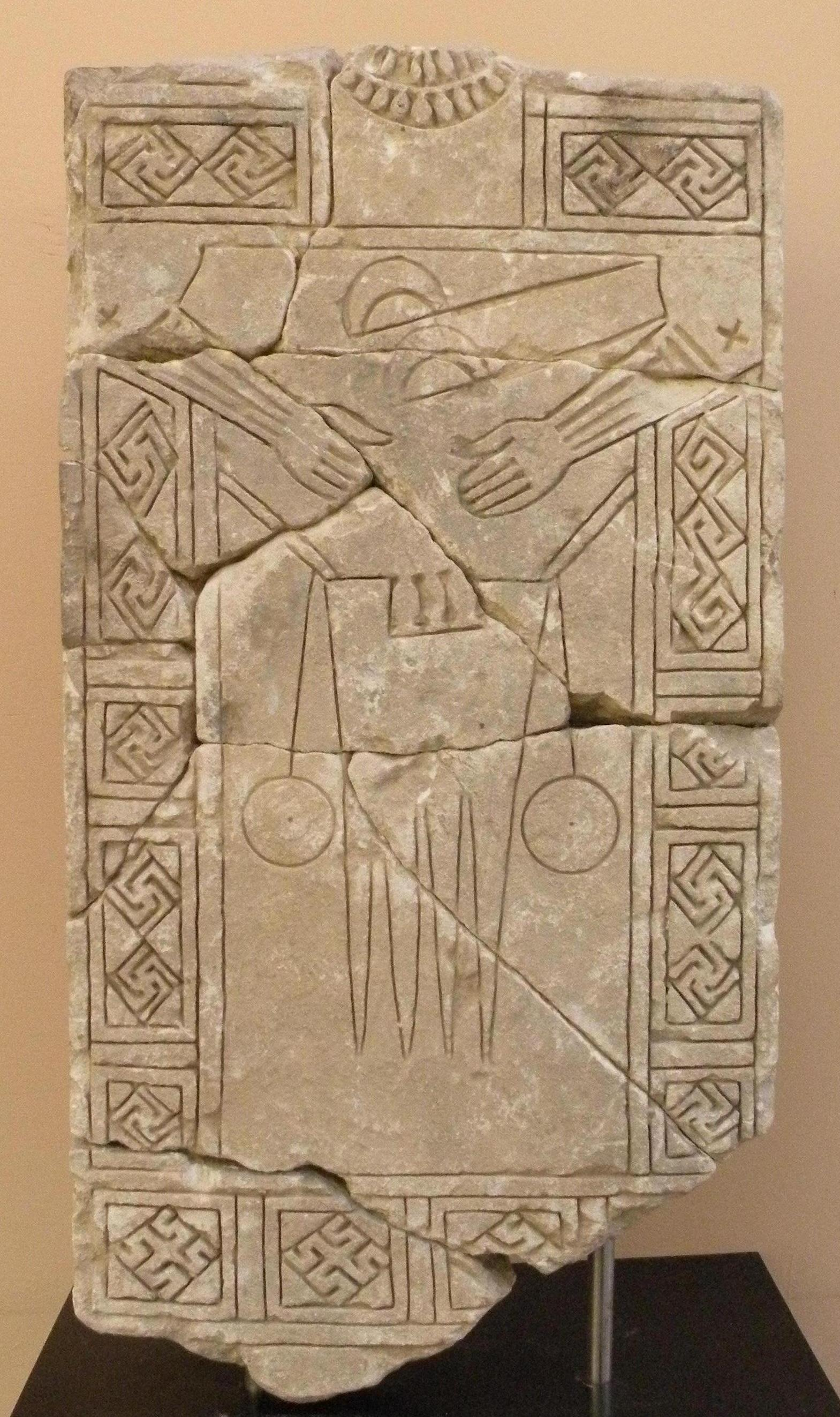
Daunische Stele im Musée royal de Mariemont

Daunische Stelen sind etwa 1500 Relikte der Daunier, eines Volkes illyrischer Abstammung, das ab dem 11.–10. Jahrhundert v. Chr. in Apulien, insbesondere im Gargano in der Provinz Foggia in Italien lebte.
Die quaderförmigen Kalksteinblöcke von denen sich etwa 2000 Fragmente erhalten haben, haben mitunter ein keilartiges Rostrum (Stele von Sipontum). Sie sind flach, langrechteckig und bis zu 1,3 m hoch mit aufgestellten Schultern. Die Stelen können auf allen Seiten verziert sein. Die Verzierungen lassen oft stilisierte menschliche Gestalten erkennen, deren Arme in Hüfthöhe verschränkt sind. Arme und Hände sind wie die Kleidung und Bewaffnung lediglich aufgeritzt. Unterschiedlich verwitterte Oberflächen und Farbspuren bezeugen eine einstige Bemalung, auch Hinweise auf Metallapplikationen sind zu finden. Am Gürtel hängen Schurz und Anhänger, am Oberkörper sind Fibeln mit Anhängseln und Swastiken wiedergegeben. Die figürlichen Darstellungen zeigen Szenen aus dem Alltag, beziehen sich auf den Totenkult oder auf rituelle Handlungen. Auf der namengebenden Stele von Daunia ist ein Boot mit einem viereckigen Segel dargestellt.
Die Stelen wurden erst Anfang des 20. Jahrhunderts entdeckt, als die Archäologie begann, in Apulien nach frühgeschichtlichen Relikten zu suchen. Teils fand man sie auf alten Gutshöfen, wo sie als Baumaterial dienten, teils auf freiem Feld liegend. Da ihre ursprünglichen Standorte unbekannt blieben, ist ihre Funktion nicht zu bestimmen – wahrscheinlich handelte es sich um Grab- oder Grenzsteine.
- Im Castello di Manfredonia ist das Museo Nazionale di Manfredonia untergebracht, eines der wichtigsten Museen zur apulischen Frühgeschichte mit einer Anzahl daunischer Stelen.
- Im Museo Civico in Vieste, werden ebenfalls archäologische Funde aus der vorrömischen Zeit aufbewahrt. Darunter Fragmente einer Stele, mit einer mit messapischen Buchstaben eingeschnittenen epigraphischen Inschrift, die als „das hervorragendste linguistische Dokument alter Daunia“ bezeichnet wird.
- In Ascoli Satriano gibt es einen Daunischen Archäologiepark und umfangreiche private Sammlungen zu dem Thema.